# Estación de Pasajeros y Administración de Arica

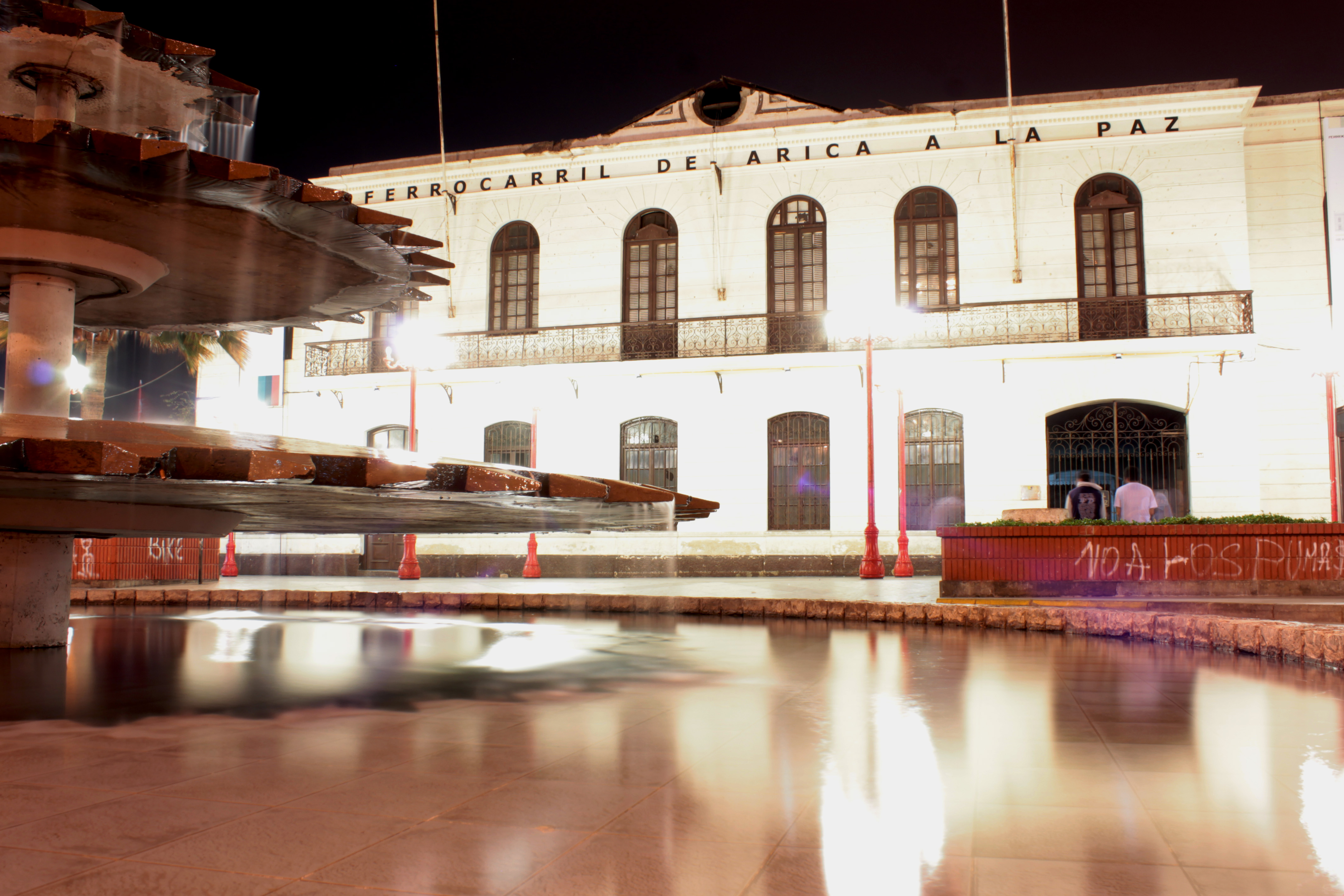
La estación y su pila ornamental fotografiadas de noche.

La Estación de Pasajeros y Administración de Arica era una estación ferroviaria ubicada en la calle 21 de mayo n.º 51, cerca del Parque Baquedano, en Arica, Región de Arica y Parinacota, Chile. Inaugurada el 13 de mayo de 1913, la estación correspondía al Ferrocarril Arica-La Paz, y está localizada al lado del edificio de Gobernación Marítima de Arica y del edificio de la Ex Aduana, donde ahora está la Casa de la Cultura de Arica. Fue declarada Monumento Nacional de Chile, en la categoría de Monumento Histórico, mediante el D. S. n.º 21 del 18 de enero de 1990.

## Historia
La Estación de Pasajeros y Administración de Arica fue construida en 1913 por la compañía inglesa Sociedad Sir John Jackson (Chile) Ltda., la cual fue contratada por la Empresa de los Ferrocarriles del Estado. Al concluir con la obra, la firma dejó como regalo una pila ornamental que hasta el día de hoy se encuentra en perfecto funcionamiento.
La estación cesó sus funciones en 1982 y quedó en desuso. El Gobierno Regional de Arica y Parinacota aceptó, en febrero de 2013, un proyecto que busca la restauración de la edificación. En 2020 se anunció que se convertirá en la sede de la Biblioteca Regional, y que se construirá un edificio auxiliar.

## Museo Ferroviario
Al interior de la estación se encuentra el Museo Ferroviario, que fue inaugurado el 24 de junio de 1987. En 1997 volvió a abrir, tras estar cerrado al público por algún tiempo. Dentro de este museo se muestra el impacto histórico que ha tenido el Ferrocarril Arica-La Paz sobre la ciudad de Arica.

## Descripción
La estación está claramente construida bajo un estilo neoclásico. Para la fabricación de la estructura y las bases se emplearon piedras del municipio de Comanche, en Bolivia.